# I'll Be Missing You
I'll Be Missing You è un celebre singolo dei cantanti statunitensi Puff Daddy e Faith Evans, pubblicato il 23 maggio 1997 come secondo estratto dal primo album in studio di Puff Daddy No Way Out.
Divenne il singolo più venduto dell'anno negli Stati Uniti, il secondo nel Regno Unito (dietro all'inarrivabile Candle in the Wind 1997 di Elton John), e raggiunse il 1º posto in classifica anche in Italia, dove riscosse enorme successo.

## Descrizione
Il singolo, che ha visto la partecipazione del gruppo 112, è dedicato all'artista The Notorious B.I.G., membro della Bad Boy Records, che venne ucciso il 9 marzo 1997.
Il brano è strumentalmente basato su un sample del riff di Every Breath You Take, canzone dei Police del 1983, di cui riprende anche la melodia del ritornello. Sting detiene il 100% dei diritti della canzone: essa infatti venne già completata prima che fosse concesso il permesso di utilizzare il campione di Every Breath You Take, per questo motivo Sting querelò Puff Daddy ed ottenne tutti i diritti d'autore, che gli hanno fatto guadagnare sino a 2000$ al giorno. La versione in studio presenta un'introduzione recitata sulle note dell'Adagio per archi di Samuel Barber.

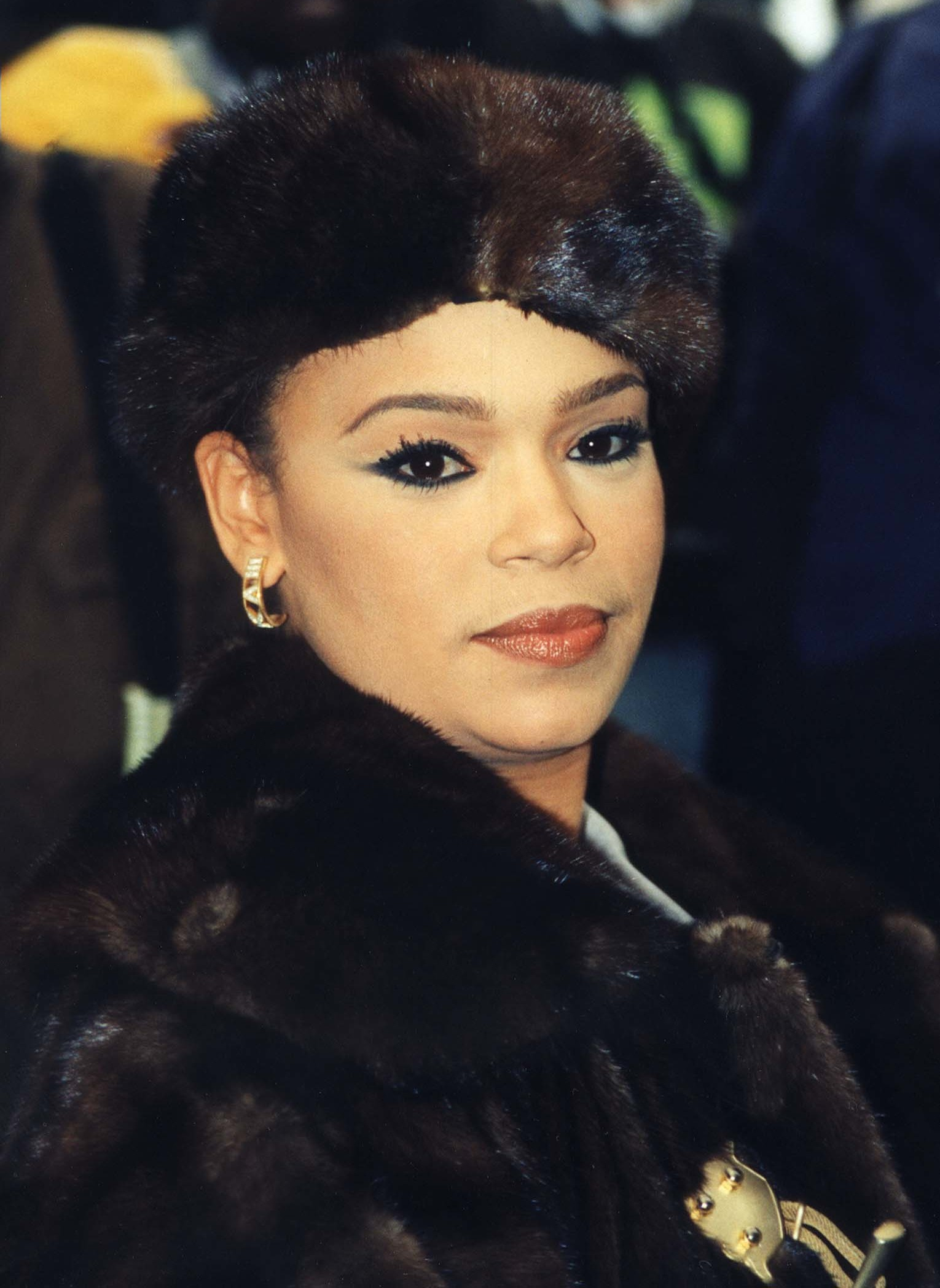
Faith Evans all'uscita del singolo

## Successo commerciale
Il singolo ha esordito negli Stati Uniti direttamente alla posizione numero uno nella classifica Billboard Hot 100, un risultato che pochi brani nella storia possono vantare. La canzone di Sting è inoltre rimasta l'unica di un rapper a debuttare in vetta alla classifica statunitense fino a Not Afraid di Eminem, tredici anni dopo.
Con ben 11 settimane passate in vetta alle classifiche, è inoltre il singolo hip hop che più a lungo è rimasto alla posizione numero 1 negli USA, finché il record venne infranto nel 2002 da Eminem con il suo singolo Lose Yourself.
Il singolo riscosse un enorme successo in tutto il mondo, arrivando alla posizione numero 1 di moltissime classifiche tra cui quella britannica, quella olandese, quella tedesca, quella svizzera e quella italiana. I'll Be Missing You è inoltre il singolo di maggior successo del 1997 in Italia.
Questo brano venne usato nella stagione 1997-1998 come sigla del programma Nonsolomoda in onda su Canale 5 nella seconda serata della domenica.

## Esibizioni dal vivo
Nel 1997 gli artisti con Sting come cantante principale e con The Family, hanno eseguito la canzone sul palco degli MTV Video Music Awards.
Diddy interpretò la canzone al Concert for Diana allo Stadio di Wembley di Londra il 1º luglio 2007.

## Tracce
CD-Single
1. I'll Be Missing You (Puff Daddy & Faith Evans feat. 112)

Maxi-Single
1. I'll Be Missing You (Puff Daddy & Faith Evans feat. 112)
2. We'll Always Love Big Poppa (The LOX)
3. Cry On (112)
4. I'll Be Missing You (Puff Daddy & Faith Evans feat. 112) – Instrumental
5. We'll Always Love Big Poppa (The LOX) – Instrumental

## Classifiche

### Classifiche settimanali
| Classifica (1997)         | Posizione massima |
| ------------------------- | ----------------- |
| Australia                 | 1                 |
| Austria                   | 1                 |
| Belgio (Fiandre)          | 1                 |
| Belgio (Vallonia)         | 3                 |
| Canada                    | 4                 |
| Danimarca                 | 1                 |
| Europa                    | 1                 |
| Finlandia                 | 3                 |
| Francia                   | 2                 |
| Germania                  | 1                 |
| Irlanda                   | 1                 |
| Italia                    | 1                 |
| Norvegia                  | 1                 |
| Nuova Zelanda             | 1                 |
| Paesi Bassi               | 1                 |
| Regno Unito               | 1                 |
| Spagna                    | 1                 |
| Stati Uniti               | 1                 |
| Stati Uniti (pop)         | 11                |
| Stati Uniti (R&B/hip-hop) | 1                 |
| Stati Uniti (rhythmic)    | 1                 |
| Svezia                    | 1                 |
| Svizzera                  | 1                 |

### Classifiche di fine anno
| Paese (1997)    | Posizione |
| --------------- | --------- |
| Australia       | 4         |
| Austria         | 2         |
| Belgio Fiandre  | 4         |
| Belgio Vallonia | 13        |
| Canada          | 36        |
| Francia         | 8         |
| Italia          | 1         |
| Paesi Bassi     | 1         |
| Stati Uniti     | 3         |
| Svizzera        | 2         |

### Classifiche di fine decennio
| Paese (1990–1999) | Posizione |
| ----------------- | --------- |
| Stati Uniti       | 10        |